# 37 Geminorum
37 Geminorum, som är stjärnans Flamsteed-beteckning, är en ensam stjärna belägen i den mellersta delen av stjärnbilden Tvillingarna. Den har en skenbar magnitud på 5,73 och är svagt synlig för blotta ögat där ljusföroreningar ej förekommer. Baserat på parallaxmätning inom Hipparcosuppdraget på ca 58,0 mas, beräknas den befinna sig på ett avstånd på ca 56 ljusår (ca 17 parsek) från solen. Den rör sig närmare solen med en heliocentrisk radialhastighet på ca -11 km/s.

## Egenskaper
37 Geminorum är en gul till vit stjärna i huvudserien av spektralklass G0 V. Den har en radie som är ungefär en solradie och utsänder från dess fotosfär ca 1,2 gånger mera energi än solen vid en effektiv temperatur av ca 5 900 K.

## Teen Age-meddelande
Det har skickats ett METI-meddelande till 37 Geminorum överfört via Eurasias största radar, 70 metersparabolen Yevpatoria Planetary Radar. Meddelandet fick beteckningenTeen Age Message, skickades den 3 september 2001 och det kommer till 37 Geminorum i december 2057.